# Озеро Репинне
О́зеро Репи́нне — гідрологічна пам'ятка природи місцевого значення в Україні. Об'єкт Природно-заповідного фонду Закарпатської області. 
Розташована на території Іршавського району Закарпатської області, на північний схід від села Лисичово (урочище «Репинне») і на південний захід від села Лозянський. 
Площа 0,97 га. Статус отриманий згідно з рішенням облвиконкому від 18.11.1969 року № 414 та рішенням облвиконкому від 23.10.1984 року № 253. Перебуває у віданні ДП «Довжанське ЛМГ», Лисичівське л-во, кв. 17, вид. 3. 
Статус надано для збереження високогірного озерця, яке має естетичне значення і є місцем відпочинку туристів. 

## Світлини

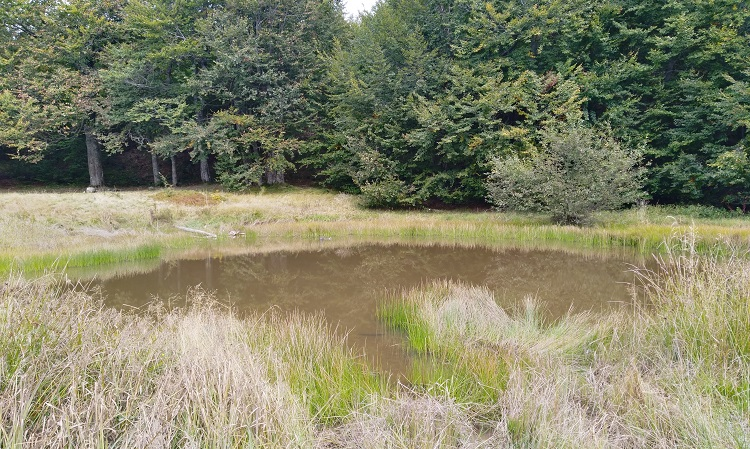
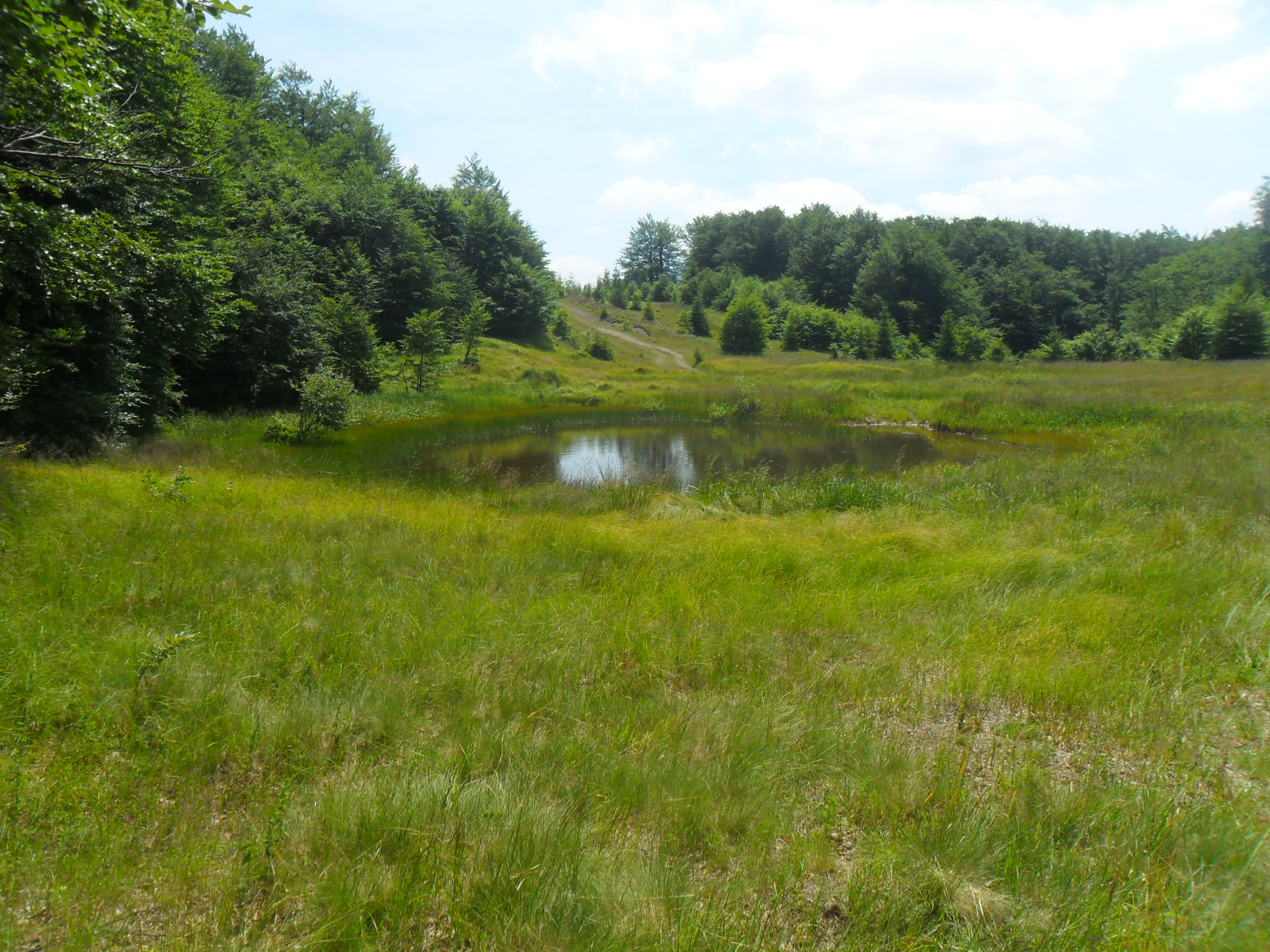
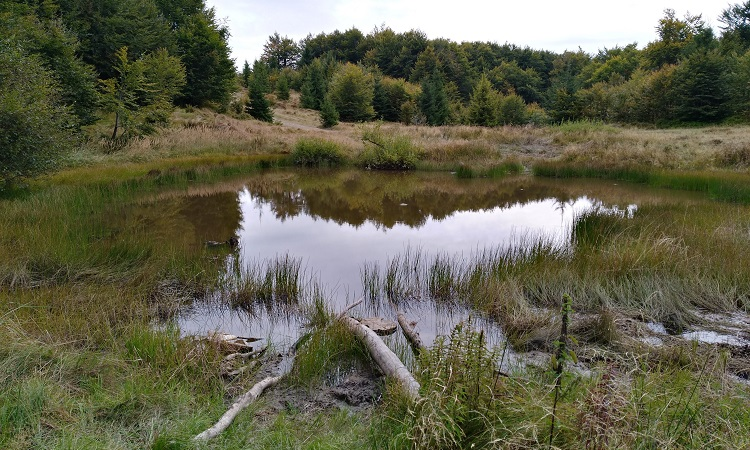